# Secuestro emocional

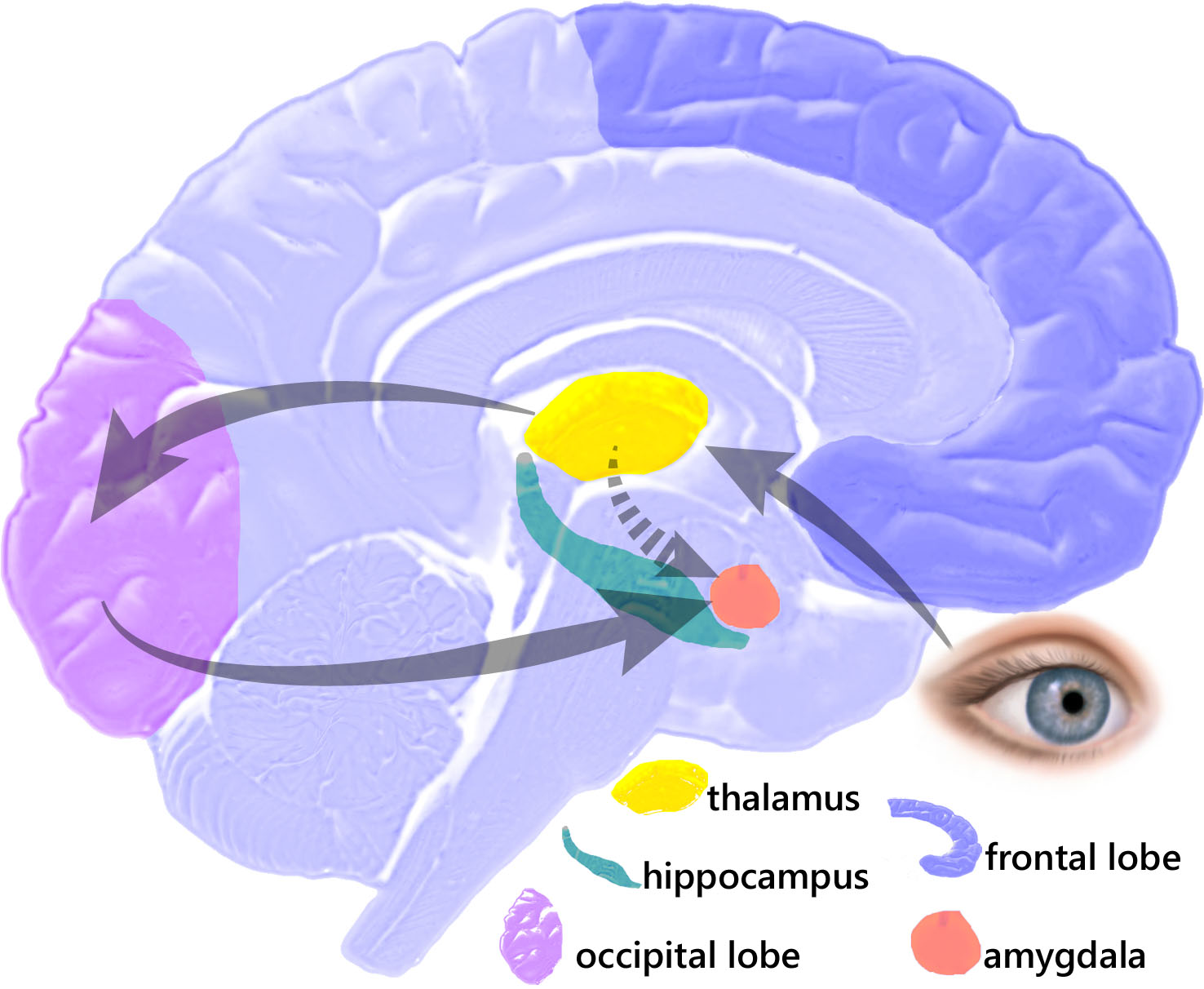
El secuestro de la amígdala, miedo causado por un estímulo óptico

El secuestro de la amígdala (en inglés: amygdala hijack), también conocido como secuestro amigdalar o secuestro emocional, es un término usado para describir las respuestas súbitas, abrumadoras y desmedidas frente a estímulos reales, provocados por una percepción impactante de amenaza emocional arrobadora, subjetivamente mucho más significativa.
Es un término acuñado por Daniel Goleman en su libro de 1996 La Inteligencia Emocional: ¿Por qué puede importar más que el IQ? (Emotional Intelligence: Why It Can Matter More Than IQ),
basándose en el trabajo de Joseph E. LeDoux.

## Definición
La salida de los órganos sensoriales es recibida por primera vez por el tálamo. Parte de los estímulos del tálamo va directamente a la amígdala o "cerebro emocional/irracional", mientras que otras partes se envían al neocórtex o "pensamiento / cerebro racional". Si la amígdala percibe una coincidencia con el  estímulo, es decir, si el registro de experiencias en el hipocampo le dice a la amígdala que es una lucha , situación de vuelo o congelación, entonces la amígdala activa el eje HPA (hipotálico-hipófisis-suprarrenal) y secuestra el cerebro racional. Esta actividad cerebral emocional procesa la información milisegundos antes que el cerebro racional, por lo que en caso de una coincidencia, la amígdala actúa antes de que se pueda recibir cualquier dirección posible desde el neocórtex. Sin embargo, si la amígdala no encuentra ninguna coincidencia con el estímulo recibido con sus situaciones de amenaza registradas, entonces actúa de acuerdo con las instrucciones recibidas del neocórtex. Cuando la amígdala percibe una amenaza, puede llevar a esa persona a reaccionar de manera irracional y destructiva.
Goleman afirma que las emociones "nos hacen prestar atención en este momento, esto es urgente, y nos da un plan de acción inmediato sin tener que pensarlo dos veces. El componente emocional evolucionó muy temprano: ¿Me como, o me come?" La respuesta emocional "puede tomar el control del resto del cerebro en milisegundos si está amenazada".
Un secuestro de la amígdala muestra tres signos: reacción emocional fuerte, inicio repentino y realización posterior al episodio si la reacción fue inapropiada.
Goleman luego enfatizó que "el autocontrol es crucial ... cuando te enfrentas a alguien que está en medio de un secuestro de amígdala" para evitar un secuestro complementario, ya sea en situaciones de trabajo o en la vida privada. Así, por ejemplo, "una competencia marital clave es que las parejas aprendan a calmar sus propios sentimientos de angustia ... nada se resuelve positivamente cuando el esposo o la esposa se encuentran en medio de un secuestro emocional". El peligro es que "cuando nuestra pareja se convierte, en efecto, en nuestro enemigo, estamos en las garras de un 'secuestro de amígdala' en el que nuestra memoria emocional, alojada en el centro límbico de nuestro cerebro, rige nuestras reacciones sin el beneficio de la lógica o la razón ... lo que hace que nuestros cuerpos entren en una respuesta de "lucha o huida".

## Secuestros positivos
Goleman señala que "no todos los secuestros límbicos son angustiosos. Cuando una broma golpea a alguien de forma tan ruidosa que su risa es casi explosiva, también es una respuesta límbica. Funciona también en momentos de intensa alegría".
También cita el caso de un hombre que paseaba por un canal cuando vio a una niña petrificada mirando el agua. "[Antes de saber por qué, había saltado al agua, con su abrigo y corbata. Solo una vez que estuvo en el agua, se dio cuenta de que la niña estaba mirando en shock a un niño que había caído en él, a quien fue capaz de rescatar".

## Reaprendizaje emocional
LeDoux se mostró positivo sobre la posibilidad de aprender a controlar el papel desencadenante de la amígdala en los arrebatos emocionales. "Una vez que tu sistema emocional aprende algo, parece que nunca lo dejas ir. Lo que hace la terapia es enseñarte cómo controlarlo: enseña a tu neocortex cómo inhibir tu amígdala. Se suprime la propensión a actuar, mientras que tu emoción básica al respecto permanece en una forma moderada." 